# Terminator Genisys: Future War
Terminator Genisys: Future War (укр. Термінатор Генезис: Війна майбутнього) — мобільна масова багатокористувацька стратегічна відеогра 2017 року в жанрі, розроблена Plarium у співпраці з Skydance Media та випущена Plarium. Спочатку розроблена як сиквел фільму «Термінатор: Генезис», гра була анонсована 28 червня 2016 року і випущена 18 травня 2017 року в iOS App Store і Google Play. Вона використовує звичну для Plarium модель free-to-play, з деякими ігровими функціями та оновленнями, які можна придбати.

## Сюжет
Дія Terminator Genisys: Future War відбувається одразу після подій фільму «Термінатор: Генезис». Генезис знищено, Скайнет вимкнено, але війна майбутнього ще далека від завершення.
Гра дає гравцям два варіанти: вони можуть очолити Опір або приєднатися до механізованих сил Скайнету. За словами розробників гри, «вперше в будь-якій грі про Термінатора гравці матимуть можливість бути командиром Опору або Скайнету, борючись з альянсами гравців-суперників за територію, домінування та виживання».
У грі гравці можуть обрати андроїда T-800, якого грає Арнольд Шварценеггер, лідером своєї армії. Цей персонаж також керує гравцями у навчальному посібнику.

## Ігровий процес
У Terminator Genisys: Future War гравці будують будівлі, покращують свою базу, тренують війська, вдосконалюють свого лідера, а також створюють і розвивають клани. Всього гравцеві доступно 48 типів юнітів (по 24 для кожної фракції). Вони поділяються на шість класів: піхота, кавалерія, авіація, дрони-шпигуни, штурмові та облогові війська.
Ігрові процеси ініціюються за допомогою таких ресурсів: енергії, іридію, матеріалів, боєприпасів, палива та спеціальної ігрової валюти — технологічних балів. Ці технологічні очки також можуть бути використані для прискорення активного процесу. Щоб отримати ресурси, гравцям потрібно будувати спеціальні будівлі або відправляти своїх юнітів на ресурсні локації. У міру проходження гри вартість і тривалість ігрових процесів відповідно зростає.
Стратегічною метою гравців клану є захоплення машини часу — спеціальної локації в центрі кожного виміру.